# Aleksandr Filanovich
Aleksandr Filanovich (tiếng Belarus: Аляксандр Філановіч; tiếng Nga: Александр Филанович; sinh 1 tháng 12 năm 1992) là một cầu thủ bóng đá Belarus. Tính đến năm 2018, anh thi đấu cho Torpedo Minsk.
Filanovich trải qua sự nghiệp ban đầu thi đấu cho nhiều câu lạc bộ ở Minsk Amateur Football League (ALF), trước khi được tuyển bởi Luch Minsk năm 2014.